# Zgromadzenie Demokratyczne
Zgromadzenie Demokratyczne (gr. Δημοκρατικός Συναγερμός, DISY) – cypryjska centroprawicowa partia polityczna o profilu konserwatywnym i chrześcijańsko-demokratycznym. DISY należy do Europejskiej Partii Ludowej.
Ugrupowanie powstało w 1976, zostało założone przez Glafkosa Kliridisa. W 1977 przyłączyła się do niego partia DEK, z którą DISY bez powodzenia współpracowało w wyborach do Izby Reprezentantów w 1976. W późniejszych latach do Zgromadzenia Demokratycznego dołączyły stronnictwo NEDIPA (1988) i liberałowie (1998). Partia dąży do zakończenia konfliktu cypryjskiego. Opowiada się za prowadzeniem negocjacji z cypryjskimi Turkami, wspierając koncepcję zjednoczenia Cypru jako federacji.
Dwukrotnie liderzy zgromadzenia sprawowali urząd prezydenta Cypru – Glafkos Kliridis (1993–2003) i Nikos Anastasiadis (2013–2023).

## Przewodniczący
- 1976–1993: Glafkos Kliridis
- 1993–1997: Janakis Matsis
- 1997–2013: Nikos Anastasiadis
- 2013–2023: Awerof Neofitu[4]
- od 2023: Anita Dimitriu[5]

## Wyniki wyborcze
Wybory do Izby Reprezentantów
| Wybory | %     | Mandaty | +/– |
| ------ | ----- | ------- | --- |
| 1976   | 27,6% | 0       | –   |
| 1981   | 31,9% | 11      | +11 |
| 1985   | 33,6% | 19      | +8  |
| 1991   | 35,8% | 20      | +1  |
| 1996   | 34,5% | 20      | ±0  |
| 2001   | 34,0% | 19      | –1  |
| 2006   | 30,3% | 18      | –1  |
| 2011   | 34,3% | 20      | +2  |
| 2016   | 30,7% | 18      | –2  |
| 2021   | 27,8% | 17      | –1  |

Wybory do Parlamentu Europejskiego
| Wybory | %     | Mandaty | +/– |
| ------ | ----- | ------- | --- |
| 2004   | 28,2% | 2       | –   |
| 2009   | 35,7% | 2       | ±0  |
| 2014   | 37,6% | 2       | ±0  |
| 2019   | 29,0% | 2       | ±0  |
| 2024   | 24,8% | 2       | ±0  |